# Trieces facialis
Trieces facialis är en stekelart som först beskrevs av Thomson 1887.  Trieces facialis ingår i släktet Trieces och familjen brokparasitsteklar. Arten är reproducerande i Sverige. Inga underarter finns listade i Catalogue of Life.